# Barcelona (stoel)
De Barcelona-stoel (model 250L) is een stoel naar het ontwerp van architect Ludwig Mies van der Rohe en interieurontwerpster Lilly Reich.

## Toedracht
Deze stoel werd ontworpen voor het Duitse paviljoen op de Wereldtentoonstelling van 1929 in Barcelona. Bij deze stoel hoort een voetenbank, in dezelfde materialen als de stoel zelf. De stoel draagt duidelijk het stempel van de ontwerper: eerlijk, functioneel, elegant en zonder franje; zijn adagium van "less is more" indachtig. Het ontwerp is geïnspireerd op een antieke vouwstoel, door de in kruisvorm geconstrueerde, gepolijst roestvrijstalen poten. Op de wereldtentoonstelling stonden twee sets, beiden destijds in wit geitenleer. Tegenwoordig zijn diverse kleuren leverbaar.
Later vond deze luxe uitstralende stoel zijn plaats in kantoor- en bankgebouwen. De officiële productie is sinds 1948 onder licentie van het Amerikaanse Knoll International. De Kortrijkse firma De Coene verkreeg in 1952 de licentie voor de Benelux om de stoel voor Knoll te produceren. De lederen handtassen fabrikant Delvaux maakt de handgemaakte kussens. De stoel met bijhorende kruk kost nu € 8000 doordat er vele uren handwerk mee gemoeid is. Een ingegraveerde handtekening van Mies van der Rohe geeft het waarmerk van echtheid.

## Kenmerken
Deze stoel genoemd model 250L heeft als technische kenmerken:
- Frame: hard veerkrachtig plat staal met hoogglans gepolijste afwerking, zware tuiglederen singels ondersteunen de kussens.
- Bekleding: afzonderlijke kussens voor rug en zit, gevuld met schuimrubber van verschillende dichtheden; gestoffeerd in leder met lederen bies en met knopen in leder; elk ledervlak is op een afzonderlijke mal gesneden.